# Inagi, Tokyo
Inagi (tiếng Nhật: 稲城市, đọc là I-na-ki) là một thành phố thuộc ngoại ô Tokyo, Nhật Bản.
Đến 2010, thành phố có dân số ước tính là 83.174 mật độ dân số là 4.630 người/km². Tổng diện tích là 17.97 km².

## Lịch sử
Thành phố được thành lập ngày 1 tháng 11 năm 1971.